# Tartufo nero pregiato della Toscana
Il tartufo nero pregiato della Toscana è una varietà di Tuber melanosporum Vitt. diffusa nelle zone in cui si trovano affioramenti calcarei della provincia di Firenze, Arezzo e Siena. Specificatamente, è stata riscontrata la sua presenza nelle zone del Chianti, del Casentino, della Val di Chiana e del Mugello.
Si presenta rugoso all'aspetto, scuro e con piccole verruche, con venature chiare e sottili, di dimensioni variabili tra quella di una noce a quella di un pompelmo, ed emana, come del resto le altre varietà della famiglia, un intenso profumo caratteristico.
Si tratta di uno dei "prodotti agroalimentari tradizionali" (P.A.T.) della Toscana, così come riconosciuti dal Ministero delle Politiche Agricole, Alimentari e Forestali tra i "Prodotti vegetali allo stato naturale o trasformati".

## Periodo e zone di raccolta[2][3]
La raccolta del tartufo nero pregiato della Toscana è autorizzata, ai sensi della legge (L.R. n. 50/95), nei cinque mesi a cavallo tra il 15 novembre e il 15 marzo, e le zone interessate sono i dintorni di grossi alberi isolati, al limitare di zone boscose o all'interno di boschi radi, in quanto il fungo richiede un'abbondante e diretta illuminazione solare del suolo sotto il quale si sviluppa.